# 严田镇
严田镇是江西省安福县下辖的一个镇，素有“樟树之乡”的美称。是产烟叶的大镇。

## 气候
亚热带季风湿润气候，年平均气温17℃左右，全年无霜期271天。

## 行政区划
下辖以下地区：
严田村、土桥村、南桥村、青桥村、南村村、邵家村、花桥村、横屋村、岩头村、潭洲村、龙云村、山背村、易家村、江口村、岭溪村和杨梅村。

## 名胜古迹
- 邵家村的樟树之王“八爪樟”
- 严田村的“五爪樟”